# Žďár nad Sázavou (distrikt)
Žďár nad Sázavou (tjeckiska: Okres Žďár nad Sázavou) är ett distrikt i Tjeckien. Det ligger i regionen Vysočina, i den centrala delen av landet, 130 km sydost om huvudstaden Prag. Antalet invånare är 119 946. Arean är 1 579 kvadratkilometer. Distriktet Žďár nad Sázavou gränsar till Brno-venkov, Blansko och Třebíč. 
Terrängen i distriktet Žďár nad Sázavou är kuperad norrut, men söderut är den platt.
Distriktet Žďár nad Sázavou delas in i:
- Kuklík
- Nové Dvory
- Netín
- Javorek
- Koroužné
- Nový Jimramov
- Jabloňov
- Kyjov
- Nové Sady
- Kněževes
- Nyklovice
- Kundratice
- Jívoví
- Kadolec
- Karlov
- Krásněves
- Kozlov
- Kadov
- Křoví
- Moravec
- Moravecké Pavlovice
- Jámy
- Křídla
- Kotlasy
- Křižánky
- Krásné
- Mirošov
- Nová Ves u Nového Města na Moravě
- Meziříčko
- Milešín
- Malá Losenice
- Nová Ves
- Milasín
- Matějov
- Martinice
- Nížkov
- Radostín
- Vatín
- Pavlínov
- Radňoves
- Písečné
- Radešínská Svratka
- Radenice
- Vidonín
- Věchnov
- Vlachovice
- Račín
- Petráveč
- Skřinářov
- Pokojov
- Znětinek
- Vysoké
- Škrdlovice
- Zadní Zhořec
- Sulkovec
- Vlkov
- Zvole
- Skorotice
- Pavlov
- Věstín
- Štěpánov nad Svratkou
- Sklené nad Oslavou
- Radkov
- Zubří
- Střítež
- Vír
- Záblatí
- Spělkov
- Sirákov
- Sklené
- Světnov
- Velké Janovice
- Prosetín
- Velká Losenice
- Podolí
- Poděšín
- Sazomín
- Pikarec
- Věcov
- Sázava
- Sejřek
- Strachujov
- Vídeň
- Vepřová
- Stránecká Zhoř
- Počítky
- Sviny
- Ždánice
- Radešín
- Věžná
- Radostín nad Oslavou
- Račice
- Velké Tresné
- Radňovice
- Polnička
- Jimramov
- Velká Bíteš
- Bukov
- Tři Studně
- Ořechov
- Újezd
- Černá
- Řečice
- Žďár nad Sázavou
- Hodiškov
- Bohdalec
- Křižanov
- Ostrov nad Oslavou
- Velké Meziříčí
- Rozsochy
- Baliny
- Blažkov
- Blízkov
- Bobrová
- Bobrůvka
- Bohdalov
- Bohuňov
- Borovnice
- Bory
- Sněžné
- Budeč
- Nové Město na Moravě
- Bystřice nad Pernštejnem
- Býšovec
- Březejc
- Březské
- Březí nad Oslavou
- Březí
- Chlum-Korouhvice
- Chlumek
- Chlumětín
- Cikháj
- Dalečín
- Daňkovice
- Dlouhé
- Dobrá Voda
- Dolní Heřmanice
- Dolní Libochová
- Dolní Rožínka
- Ujčov
- Oslavička
- Hamry nad Sázavou
- Rozseč
- Nové Veselí
- Unčín
- Fryšava pod Žákovou horou
- Lhotka
- Rousměrov
- Oslavice
- Herálec
- Heřmanov
- Horní Libochová
- Horní Radslavice
- Horní Rožínka
- Otín
- Ruda
- Líšná
- Rovečné
- Lavičky
- Svratka
- Lísek
- Vojnův Městec
- Měřín
- Ubušínek
- Obyčtov
- Osová Bítýška
- Osové
- Strážek
- Rodkov
- Rudolec
- Rožná
- Uhřínov
- Tasov
- Rosička

Följande samhällen finns i distriktet Žďár nad Sázavou:
- Žďár nad Sázavou
- Velké Meziříčí
- Nové Město na Moravě
- Velká Bíteš
- Svratka
- Nové Veselí
- Jimramov
- Sněžné